# El ataque de Uchumayo
El ataque de Uchumayo es una marcha militar peruana compuesta por el músico peruano Manuel Bañón hacia 1835. Originalmente se llamaba La Salaverrina, en homenaje a Felipe Santiago Salaverry, jefe del gobierno peruano de entonces quien luchaba contra la invasión boliviana de 1835, pero luego adoptó su nombre actual, en conmemoración a la victoria restauradora peruana en la batalla de Uchumayo sobre las tropas del Ejército de Bolivia que buscaban crear la Confederación Perú-Boliviana. Es una de las marchas militares más antiguas de América, que aún se sigue tocando.

## Origen
El ilustre escritor peruano Ricardo Palma narra en una de sus tradiciones peruanas el origen de esta marcha. Hacia finales de 1835 gobernaba en el Perú el general Felipe Santiago Salaverry, quien se preparaba para repeler la invasión boliviana encabezada por Andrés de Santa Cruz. Estando en el campo de Bellavista, en el Callao, pidió a sus subordinados que crearan una marcha que entusiasmara a las tropas, ofreciendo un sustancioso premio pecuniario a quien lograra los acordes idóneos. Varios postularon sin éxito. Hasta que cierto día, escuchó una marcha tocada por una banda militar, que le pareció muy alegre y entusiasta. Preguntó por el músico, presentándose como tal un pardo o zambo, que dijo llamarse Manuel Bañón y que había titulado a su composición como “La Salaverrina”. Salaverry le otorgó el premio y lo nombró director de las bandas del ejército, con sueldo de capitán.
“La Salaverrina” no se volvió a tocar hasta el 4 de febrero de 1836, día en el que se libró la batalla de Uchumayo, cerca de Arequipa, donde Salaverry derrotó el general boliviano José Ballivián, que sufrió muchas bajas al tratar de cruzar el puente sobre el río Chili bajo el fuego adversario. A partir de entonces, por decisión del caudillo peruano, la marcha adoptó el nombre de “El ataque de Uchumayo”.

“Aún vive en el Perú el “Ataque de Uchumayo”. Sin ningún mandato oficial, por acción espontánea y anónima, sus marciales acordes acompañaron al pueblo, hasta en las aldeas, en sus horas de jolgorio. Y en verdad es hermosa esta música tan profundamente criolla. Sólo clarines y tambores la tocan. Clarines y tambores que parecen embriagarse con ella, como los soldados que la engendraron se embriagan con aguardiente mezclado con pólvora antes de entrar al combate. Tras de sus jubilosas llamadas de diana, se columbran auroras. Es la guerra con sólo bayonetas y espadas, la guerra espectacular como un desfile. En ella están la improvisación, el entusiasmo breve, el arrebato de la esperanza”.
Jorge Basadre.